# Oncosembia biarmata
Oncosembia biarmata is een insectensoort uit de familie Anisembiidae, die tot de orde webspinners (Embioptera) behoort. 
Oncosembia biarmata is voor het eerst wetenschappelijk beschreven door Ross in 2003.